# Klein Lobke
 (mars 2019).
Klein Lobke est un quartier de la commune allemande de Sehnde, dans la Région de Hanovre, Land de Basse-Saxe.

## Histoire
Vers 800, des Francs créent des colonies autour de Klein Lobke.
La première mention de Klein Lobke est de 1178 quand l'évêque Adelog de Hildesheim autorise la construction d'une église dans le village.
Le 1er mars 1974, Klein Lobke fusionne avec Sehnde.

## Source, notes et références
- (de) Cet article est partiellement ou en totalité issu de l’article de Wikipédia en allemand intitulé « Klein Lobke » (voir la liste des auteurs).